# الشجرة (إربد)

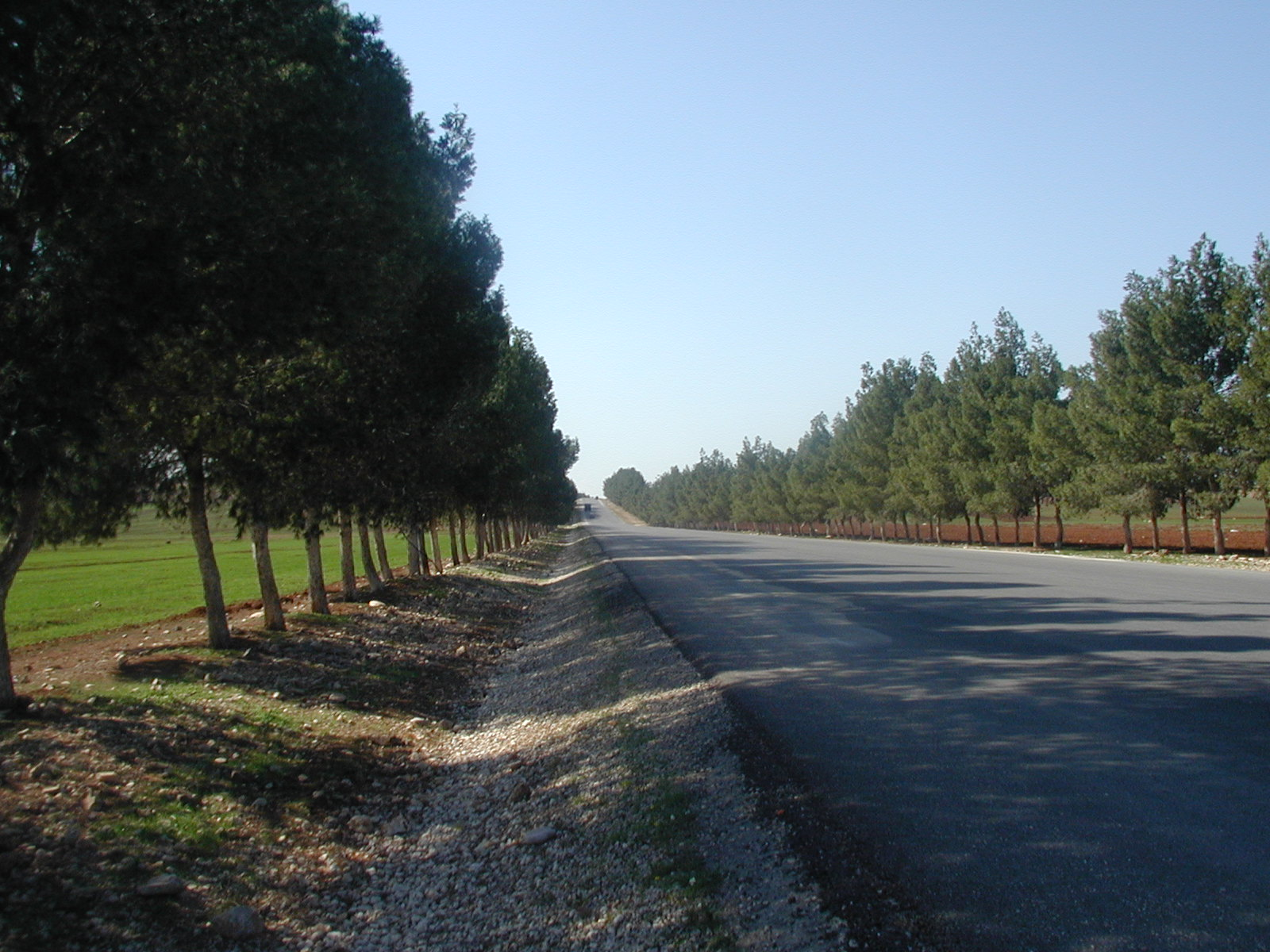
الطريق الرابط بين الشجرة وجارتها الشرقية الطرة.

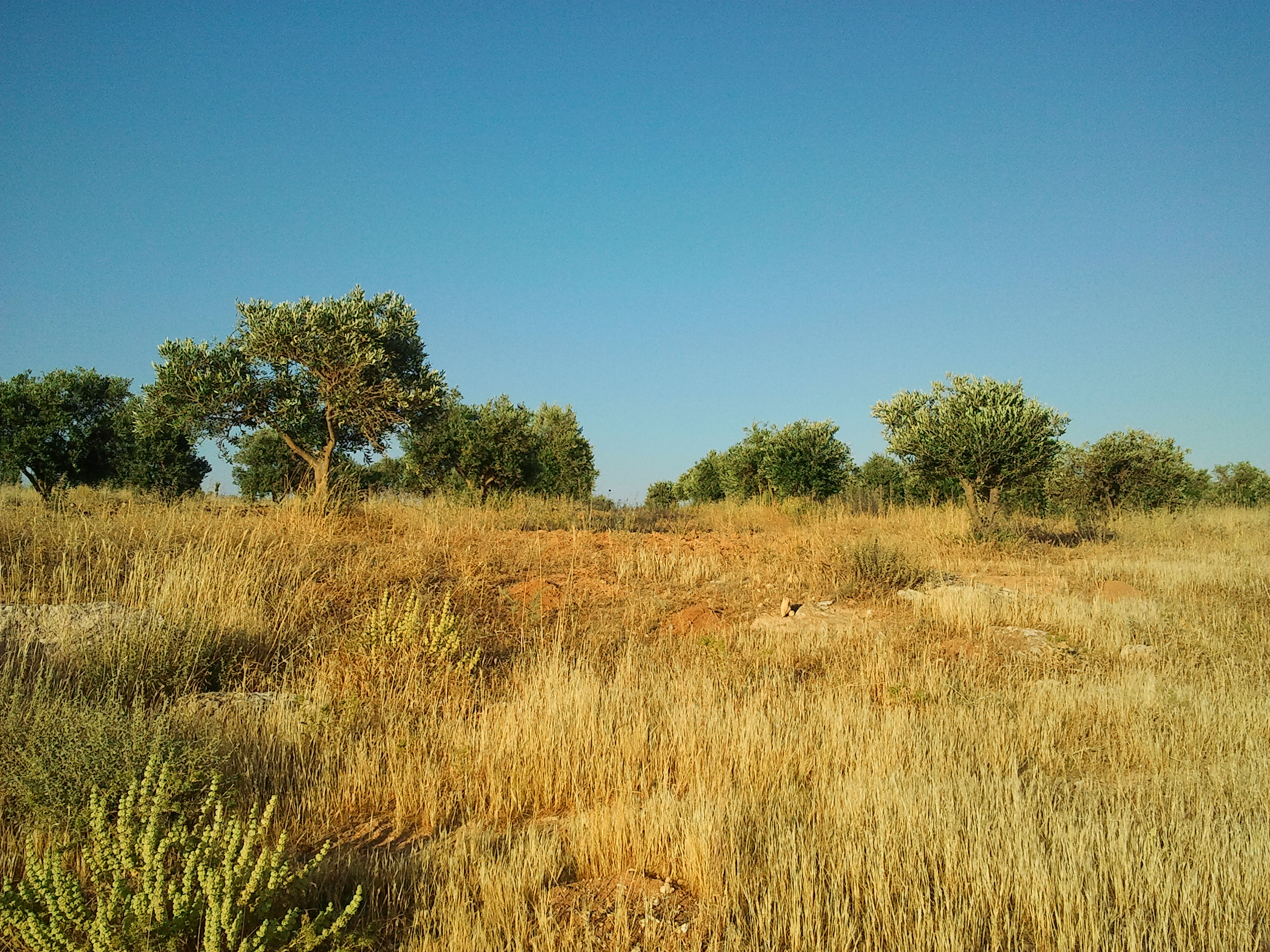
منظر للمنطقة جنوب بلدة الشجرة (المغيرات) في الصيف

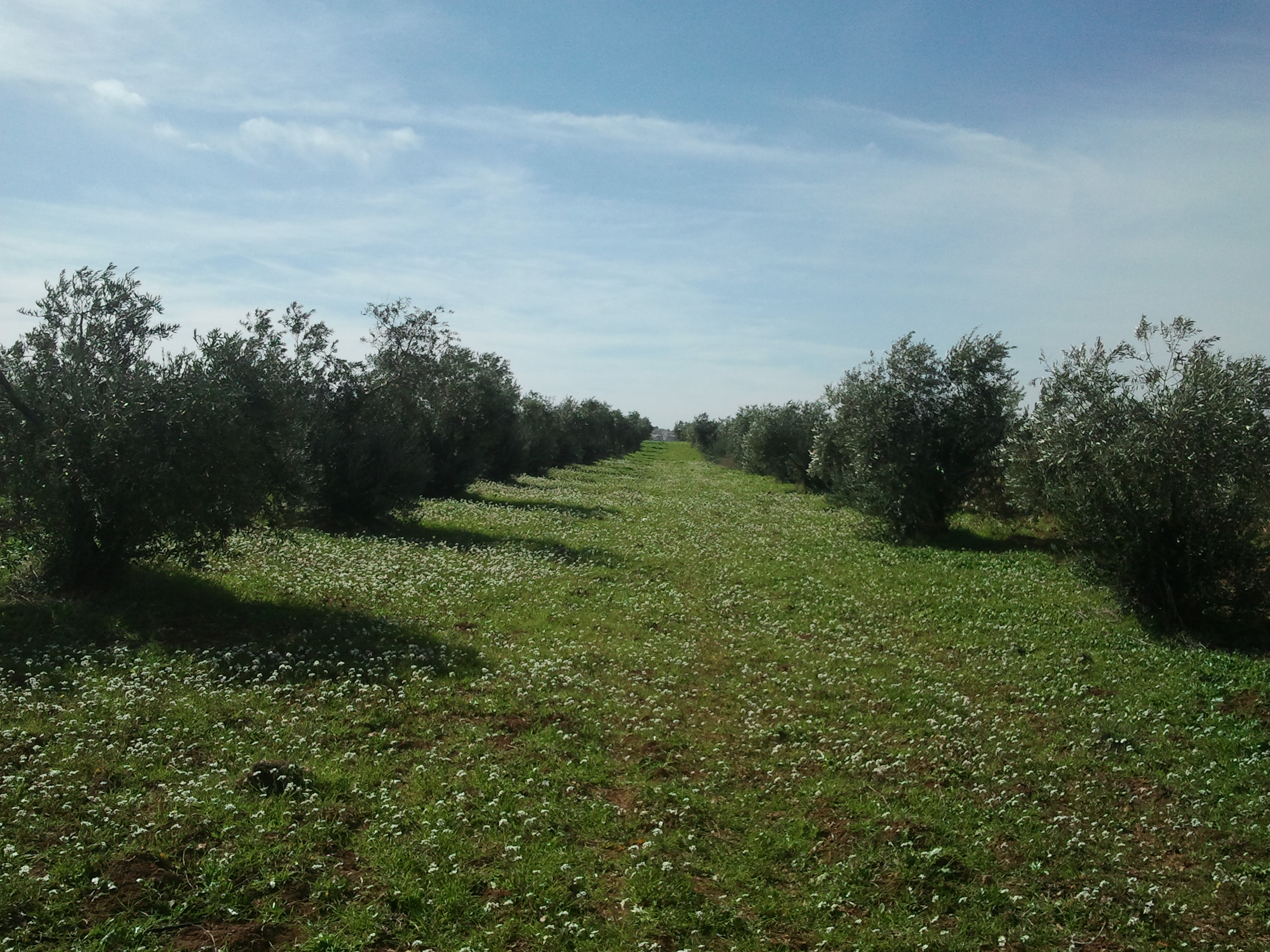
منظر للمنطقة الشمالية من بلدة الشجرة (المندسة) في الربيع

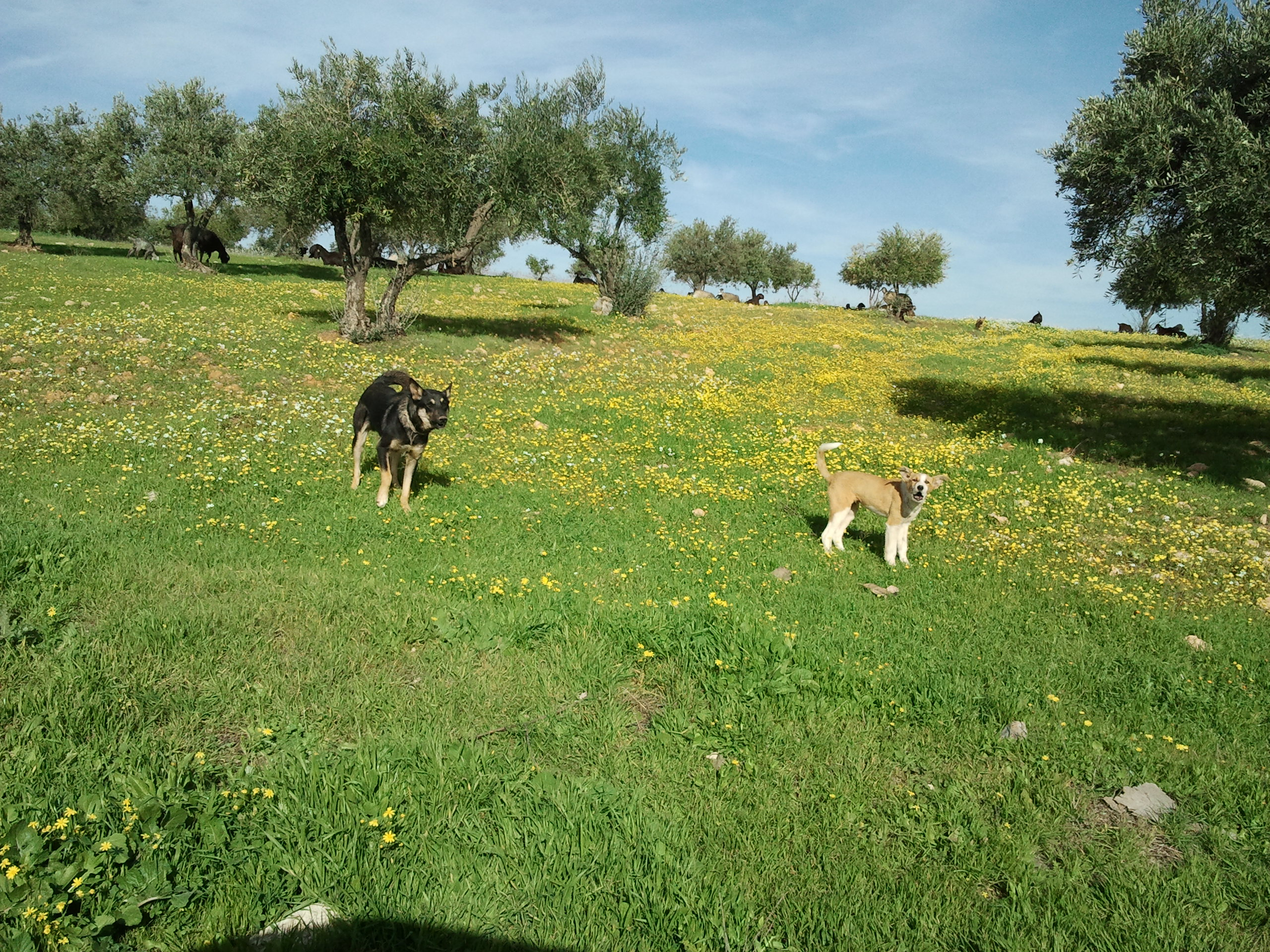
منطقة رعوية في المغيرات (للجنوب من بلدة الشجرة) حيث تكثر الماشية للاستفادة من المراعي الطبيعية

الشجرة بلدة تقع في شمالي الأردن تتبع إداريا للواء الرمثا في محافظة إربد. وهي جزء من بلدية سهل حوران التي تتكون كذلك من مناطق الطرة وعمراوة والذنيبة. وتعتبر جغرافيا جزء من منطقة سهل حوران التي تقع في جنوب سوريا وشمال الأردن.

## التسمية
ذُكر بان الشجرة كانت تقسم إلى منطقتين الشجرة والخربة ولم يذكر لها تعريف عن سبب التسمية الحقيقية رغم انها كانت تشتهر بالزراعات الموسمية والحصاد أكثر من الشجر المثمر ولتسميتها عدة روايات اهمها العلامة التي كان يشار لها في جيش خالد بن الوليد.

## التاريخ
أسماء شهداء بلدة الشجرة الأردنية:
- محمد سليمان عجو
- محمد عقلة الرباعي 1948
- علي الجبر الشبول
- علي احمد عوض الشبول 1967
- عبدالقادر السباح
- عبدربه الجيزاوي 1973
- علي يوسف عودة الله الشبول 1967
- قاسم محمد صبح الشبول
- قاسم عجاج الشبول
- عبد الرزاق احمد القاضي الشبول
- محمد فرج الشبول
- محمد موسى ابوزريق
- محمد نايف الجيزاوي 2016

## الجغرافيا

### الطقس والمناخ
معدل تساقط الامطار حوالي 325 ملم ويبلغ ارتفاع الشجرة عن سطح البحر من 490 إلى 525م. أهم المنتجات الزراعية في الشجرة هي: الزيتون - القمح والعدس والبصل - والقثاء - الفول - اللوز - العنب - التين. وأهم النبتات التي تنبت بسهول ووديان بلدة الشجرة هي: خبيزه - علت - مرار - سياق العروس- خردلة - شومر- خرفيش.

### الموقع والمساحة
يحدها من الغرب وادي الشلالة حيث ينتهي مجرى سيله إلى وادي اليرموك مرورا بالبساتين التابعة لبلدة لخرجا. ووادي الشلالة من المعالم الهامة في شمال الأردن يبدأ من جنوب غربي الرمثا ومنطقة المشايد القريبة من مشارف إربد، وتمتد أراضي الشجرة شمالا إلى الحدود السورية متصلة بأراضي بلدة تل شهاب السورية وعمراوة الأردنية ويحدها من الشرق الطرة ووادي الشومر. تبلغ مساحة بلدة الشجرة حوالي 24000كم2 وتبعد عن العاصمة عمان 85 كم وعن إربد 18 كم.
للشجرة ثلاثة مداخل وخمس وجهات نافذة - اما المداخل ففي الجهة الغربية الجنوبية ما يعرف بطريق الوادي ومن الجهة الشرقية الجنوبية يوجد الطريق الزراعي ومن الجهة الشرقية طريق السرو الرابط نحو الطرة إلى الرمثا ومع المداخل توجد نافذتين واحدة مع الحدود السورية والثانية طريق الشجرة عمراوة ذنيبة نهاية الحدود الأردنية الشمالية هذا وتعتبر المداخل الثلاث من أجمل مداخل الأردن ففي مدخل السرو من الجهة الشرقية تغطي اشجار السرو يمين ويسار الشارع حيث قام بزراعتها طلاب المدارس قبل عقود من الزمن وفي طريق الوادي الاخضر من الجهة الجنوبية الغربية جمال وانبهار والطريق الزراعي من الجهة الجنوبية الشرقية فسيح وخضرة تتلألأ ارضه بالنيقرة والدحنون وشقائق النعمان وغيرها الكثير من الأزهار التي تفترش ارض حوران والشجرة بشكل خاص.

### المناطق والأحياء
تحتوي الشجرة على العديد من المناطق الزراعية وهي:
بان، المغيرات، ظهر غزال (ظهير حمار)، الرباط، المحاريب، المندسة، المغرقة، رقة أبو سبعين، الخربة، بارق، بير السيح، أم جرين، النعمانة، والمفطرة - الزعتر - الكاشف
أسماء الميادين في الشجرة:
- محمد الشبول أبو فاروق
- الشيخ علي أبو العيش
- ميدان الشهيد

أسماء أهم الشوارع في الشجرة:
- شارع الشهيد وصفي التل - المعروف بشارع المدارس
- شارع الملك حسين - المعروف بالسوق
- شارع الثلاثين - الصايدين

## السكان
بلغ عدد سكان الشجرة 30848 نسمة وذلك وفقا لتعداد السكان لعام 2019 . تسكن البلدة العشائر الأردنية التالية:
الشبول - الزعبي - الرمضان - النبهان - الربابعة - أبو طبنجة - عكاشة - ضيف- جيت - المعاني- الحواري - الدهامشة - الخالدي - الخواشمة - الزريقات - عجو - أبو العيش - الصميعات - الكفيري - خابور - بني خالد- الشناق - القديسات - الجيزاوي .

## السياحة والتراث
لا تزال الاكلات الموروثة هي الطبق الرسمي كالمنسف والمقلوبة والمكمورة والمطابق والكعاكيل والششبرك وهي أكلة تركية تعود إلى العصر العثماني وكان الناس يسمونها (أذان الشايب). كما انتشرت اطباق الحلويات كالزلابيا وقرص العيد واللزاقيات والكنافة النابلسية والعوامة والكرابيج التي كانت حاضرة بامتياز في المناسبات والسهرات بالإضافة للقطايف الرمضانية. كما تنتشر المزارع على اطراف البلدة والتي تشمل الثروة الحيوانية والدجاج وخلايا النحل والتي تقدم منتجاتها من الالبان والبيض واللحوم والعسل.
تحتوي الشجرة على عدد من المناطق السياحية والإثرية منها:
- خربة ماجد
- ام الطواقي في الوادي
- السرداب
- الطاحونة في الوادي
- عين القطارة
- وادي الشومر
- عين سارة
- الشعب أو شعب الخابية
- «شق العجوز» وهو غدير عميق في وادي الشومر

## الخدمات
يبلغ عدد المساجد في بلدة الشجرة سبعة عشر مسجد وفيها ودور لتحفيظ القران ومجمع قراني ضخم يقدم المحاضرات والندوات ودروس الدين وفيها أيضا الجمعيات التي تقدم المساعدة للفقراء والايتام. كما تشمل البلدة على مبنى حكومي يشمل على بلدية الشجرة والبريد والاحوال المدنية وفيها تسع مدارس حكومية وسبع مدارس ورياض خاصة ومركز صحي شمالي وجنوبي والمركز الشامل لمنطقة سهل حوران.
بالإضافة إلى مركز امني ودفاع مدني يخدم قرى السهل ومنتزه سهل حوران ومكتبة عامة داخل المنتزه وخمس ملاعب نجيلية وملعب نجيلي سداسي عام في مدرسة الشجرة الثانوية للبنيين وثلاثة مسابح ومدينة ترفيهية خاصة للعائلات ومسرح الشجرة في المدرسة الثانوية وملتقى ثقافي وناد رياضي وعدة جمعيات عامة اجتماعية وتعاونية وتنموية ومراكز تعليمية وعيادات خاصة لطب الاسنان - صيدليات - معصرة زيتون و-مؤسسة غذائية مدنية حكومية وما يزيد عن خمس مؤسسات غذائية خاصة بالإضافة لبنك وصراف وحسبة عامة ومكتبات خاصة.